# Wantouqiao
Wantouqiao är en ort i Kina. Den ligger i provinsen Hunan, i den södra delen av landet, omkring 280 kilometer sydväst om provinshuvudstaden Changsha.
Runt Wantouqiao är det tätbefolkat, med 476 invånare per kvadratkilometer. Närmaste större samhälle är Dengyuantai, 18,6 km söder om Wantouqiao. Trakten runt Wantouqiao består till största delen av jordbruksmark.
Genomsnittlig årsnederbörd är 1 628 millimeter. Den regnigaste månaden är maj, med i genomsnitt 228 mm nederbörd, och den torraste är oktober, med 62 mm nederbörd.